# 電撃20年祭
電撃20年祭とは2012年10月20日から21日にかけて、幕張メッセでアスキー・メディアワークスの創立20周年を記念して開催されたイベントである。
様々な物販やラジオ番組の公開録音、ステージイベント、サイン会等が行われ、活況を呈した。入場者数は1日目が32,613人、2日目が39,543人の計72,156人と発表された。
このイベントに先立ち、ラジオ大阪と文化放送にて「DENGEKI 20x20〜電撃20年祭への道」（デンゲキ トゥエンティ・バイ・トゥエンティ／パーソナリティ：荘口彰久）が放送され、ラジオ大阪は2012年6月5日 - 10月16日、文化放送は2012年6月7日 - 9月27日・9月30日- 10月14日に放送された。